# Korundová vlákna

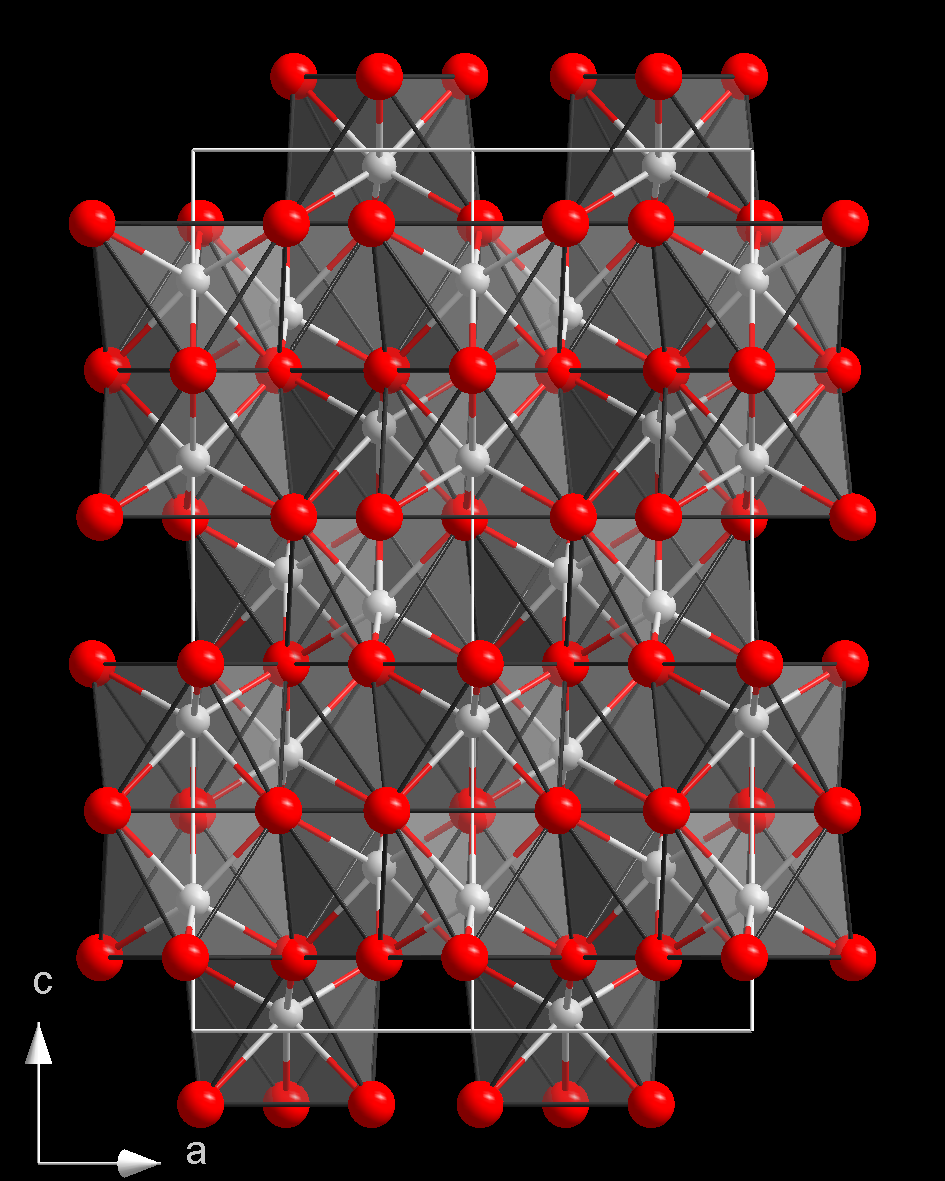
Schéma krystalické struktury korundu

Korundová vlákna jsou keramická vlákna z oxidu hlinitého (Al2O3) .  Vlákna mají polykrystalickou strukturu (viz snímek vpravo), hlavní krystalické fáze jsou δ-Al2O3 a α-Al2O3.

## Vlastnosti a použití vláken
Vlákna mají hustotu 4000 kg/m³, bod tání nad 2000 °C, jsou elektricky nevodivá, tužší (s tažnou pevností až 2,8 GPa) než skleněná a polymerní vlákna.
Kontinuální vlákna jsou (dosud) velmi drahá, používají se jen na speciální účely, např. v kompozitech na kryty radarů.
Krátká vlákna nachází použití především jako izolační materiál.

## Výroba
S průmyslovou výrobou korundových vláken se začalo v roce 1978, vyráběné množství není (v roce 2010) veřejně známo. 
Nejpoužívanější výrobní technologie:
- Výroba z vodní suspenze jemných částeček Al2O3 a slinutí vytlačených vláken. Průměr vláken je 10-20 μm a velikost krystalů 0,5 μm. Vlákna vyrobená tímtto způsobem jsou však náchylná k růstu zrn a tečení za zvýšených teplot.
- Sol-gelová metoda spolu s tepelným zpracováním. Viskózní vysoce koncentrovaný roztok směsi se zvlákňuje, vlákna se suší a nakonec tepelně zpracují. Při tepelném zpracování dojde k odstranění těkavých podílu a ke krystalizaci v různých formách korundu (η-Al2O3, γ-Al2O3 a δ-Al2O3). Vlákna obsahují 4 % SiO2, jsou diskontinuální, až 0,5 m dlouhá s průměrem 3 μm.
- Kontinuální vlákna z polymerizovaného organoaluminia. Vláknový polymerní prekurzor se hydrolyzuje a potom pyrolyzuje za kontrolovaných podmínek.

## Vlastnosti a použití modifikací oxidu hlinitého
- η-Al2O3 má maximální teplotu použití 900 °C a nejnižší specif. hmotnost. Prakticky se tato vlákna zatím neuplatnila
- δ-Al2O3 se dá použít do teplot 1600 °C, především jako výztuž kovových kompozitních matric
- α-Al2O3 s obsahem 99 % oxidu hlinitého se např. vyrábí jako kontinuální vlákno o průměru 10-12 µm s tažnou pevností 3,1 GPa a bodem tání nad 2000 °C. Hotové příze resp. rovingy mají celkovou jemnost 167-1100 tex (se 400-2500 jednotlivým filamenty).[2] Vlákna opatřená povlakem z karbidu křemičitého (SiC) mají velmi dobrou odolnost v oděru a mohou dosahovat pevnosti v tahu až 19 GPa.[3]